# Niederbergkirchen
Niederbergkirchen – miejscowość i gmina w Niemczech, w kraju związkowym Bawaria, w rejencji Górna Bawaria, w regionie Südostoberbayern, w powiecie Mühldorf am Inn, wchodzi w skład wspólnoty administracyjnej Rohrbach. Leży około 8 km na północny zachód od Mühldorf am Inn.

## Demografia
| Rok  | Liczba mieszk. |
| ---- | -------------- |
| 1970 | 1 051          |
| 1987 | 1 099          |
| 2000 | 1 187          |
| 2005 | 1 247          |

### Struktura wiekowa
Dane o ludności z 31 grudnia 2008:
| Opis                                | Ogółem | Ogółem | Kobiety | Kobiety | Mężczyźni | Mężczyźni |
| ----------------------------------- | ------ | ------ | ------- | ------- | --------- | --------- |
| Jednostka                           | osób   | %      | osób    | %       | osób      | %         |
| Populacja                           | 1245   | 100    | 630     | 50,6    | 615       | 49,4      |
| Wiek przedprodukcyjny (0–17 lat)    | 275    | 22,09  | 138     | 11,08   | 137       | 11        |
| Wiek produkcyjny (18–65 lat)        | 749    | 60,16  | 378     | 30,36   | 371       | 29,8      |
| Wiek poprodukcyjny (powyżej 65 lat) | 221    | 17,75  | 114     | 9,16    | 107       | 8,59      |

## Polityka
Wójtem gminy jest Werner Biedermann junior, poprzednio urząd ten obejmował Sebastian Bichler, rada gminy składa się z 12 osób.
|      | CSU/FWG | Razem |
| 2008 | 12      | 12    |
| 2002 | 12      | 12    |

## Oświata
W gminie znajduje się przedszkole (25 miejsc) oraz szkoła (5 nauczycieli, 110 uczniów).